# Buschschwein
Das Buschschwein (Potamochoerus larvatus) ist eine im östlichen und südlichen Afrika verbreitete Säugetierart aus der Familie der Echten Schweine (Suidae).

## Merkmale
Buschschweine sind weniger kontrastreich gefärbt als die Pinselohrschweine, mit denen sie früher in eine Art gestellt wurden. Ihr Fell ist zottiger, die Fellfärbung kann von rötlich-braun bis grau und fast schwarz variieren. Auffällig ist die heller gefärbte Rückenmähne, die sich vom Nacken entlang nach hinten erstreckt. Die Haarbüschel an den blätterförmigen Ohren sind vorhanden, aber weniger stark ausgeprägt als beim Pinselohrschwein. Beide Geschlechter haben Hauer. Diese verlängerten Eckzähne wachsen aus Ober- und Unterkiefer und schleifen sich aneinander ab. Die Männchen haben außerdem warzenartige Auswüchse des Nasenbeins unterhalb der Augen.
Buschschweine erreichen eine Kopf-Rumpf-Länge von 100 bis 150 Zentimetern, eine Schulterhöhe von 55 bis 80 Zentimetern und ein Gewicht von 55 bis 120 Kilogramm.

## Verbreitung und Lebensraum

Verbreitungsgebiet des Buschschweins

Obwohl das Warzenschwein bekannter ist, sind Buschschweine die mit Abstand häufigsten und am weitesten verbreiteten wilden Schweine Afrikas. Ihr Verbreitungsgebiet liegt im östlichen und südlichen Afrika und erstreckt sich von Äthiopien bis Südafrika. Sie sind an verschiedene Habitate angepasst und kommen in Regen- und Trockenwäldern ebenso vor wie in Sumpfregionen und Dornbuschsavannen. Nur sehr trockene Regionen wie die Sahelzone und der halbwüstenartige Südwesten des Kontinents, der von der Karoo und der Kalahari bedeckt ist, bieten keinen geeigneten Lebensraum für diese Schweineart. Mancherorts scheuen diese Tiere die Nähe des Menschen nicht und leben auf Feldern und in der Nähe von Dörfern. Ein geeigneter Lebensraum für Buschschweine muss Dickicht oder hohes Gras umfassen, in dem sich die Tiere vollständig verbergen können.
Wilde Buschschweine findet man auch auf Madagaskar und Mayotte. Da es dort natürlicherweise keine Schweine gab, glaubt man, dass sie vor Jahrhunderten durch Menschen auf diese Inseln verschleppt worden sind. Andere Theorien sagen, dass die Schweine auf Treibholz die Inseln in jüngerer Zeit auf natürlichem Wege erreicht haben.

## Lebensweise
Buschschweine sind überwiegend nachts und nur regional auch während der kühlen Tagesstunden aktiv. Sie schlafen in selbst gegrabenen Bauen und in dichtem Buschwerk. Sie leben in Familiengruppen, die gewöhnlich vier bis zehn Tiere umfassen und in der Regel von einem Männchen begleitet werden. Sie sind territorial, die Reviergröße umfasst vier bis zehn Quadratkilometer. Die Territorien werden durch Drüsensekrete und durch Kratzer an Baumstämmen mit den Hauern markiert. Wenn zwei Gruppen einander begegnen, kommt es zu lauten Drohgebärden, aber selten zu ernsthaften Kämpfen. Daneben gibt es auch Junggesellengruppen und Einzelgänger.
Ihr Hauptfeind ist der Leopard, nach dessen Dezimierung sie sich in vielen Teilen Afrikas zu einer regelrechten Landplage entwickelt haben. Aber auch Löwen, Hyänen und Wildhunde können den Schweinen gefährlich werden. Im Bedrohungsfall können sie schnell laufen, sie sind auch gute Schwimmer. Wenn sie in die Enge getrieben werden, sind sie durchaus wehrhaft.

## Nahrung
Auf Nahrungssuche graben sie Wurzeln und Knollen aus und suchen nach Früchten und Beeren, als Allesfresser nehmen sie aber auch Eidechsen, Insekten, Vogeleier und kleine Wirbeltiere zu sich. In landwirtschaftlich genutzten Gebieten ernähren sie sich zu einem Großteil von Feldfrüchten.

## Fortpflanzung
Die zwei bis sechs längsgestreiften Jungtiere, die nach einer Tragzeit von rund vier Monaten in einem selbstgebauten Grasnest zur Welt kommen, können kurz nach der Geburt laufen und folgen der Mutter schon nach wenigen Tagen. Sie werden nach zwei bis vier Monaten entwöhnt und mit eineinhalb bis drei Jahren geschlechtsreif.

## Buschschweine und Menschen
Wegen ihrer verborgenen Lebensweise dauerte es lange, ehe es Berichte über das Verhalten der Buschschweine in freier Wildbahn gab. Erstmals zoologisch beschrieben wurde das Buschschwein 1648 von Georg Marcgrav, eigenartigerweise in einem Buch über die Naturgeschichte Brasiliens – möglicherweise waren Einzeltiere mit afrikanischen Sklaven nach Südamerika gelangt.
Es gibt Anzeichen dafür, dass das Buschschwein in den letzten Jahrzehnten konstant häufiger geworden ist, was mit dem Rückgang großer Raubtiere wie Leoparden im Zusammenhang stehen dürfte. Da die Tiere oft auf Plantagen einfallen und ganze Ernten zunichtemachen, gelten sie vielerorts als Plage. Gejagt werden sie auch wegen ihres Fleisches.
In manchen Gegenden Afrikas, vor allem aber auf Madagaskar, sind Buschschweine gezähmt und als Nahrungsquelle gehalten worden. Eine wirkliche Domestikation ist aber nie erfolgt, da sich die Tiere in Gefangenschaft nicht vermehrt haben, sondern Nachschub immer aus Wildbeständen gekommen ist.

## Systematik
Das Busch- und das Pinselohr- oder Flussschwein wurden früher als eine gemeinsame Art betrachtet. Heute werden sie, auch aufgrund der Unterschiede im Äußeren (Pinselohrschweine sind farbenprächtiger) und des getrennten Verbreitungsgebietes (Pinselohrschweine leben im westlichen und mittleren Afrika), als getrennte Arten geführt. Gemeinsam bilden sie die Gattung der Buschschweine (Potamochoerus).

## Unterarten
Es werden sechs Unterarten des Buschschweins unterschieden:
- Potamochoerus larvatus larvatus (F. Cuvier, 1822)
- Potamochoerus larvatus somaliensis De Beaux, 1924
- Potamochoerus larvatus hassama (Heuglin, 1863)
- Potamochoerus larvatus edwardsi A. Grandidier, 1867
- Potamochoerus larvatus nyasae Forsyth Major, 1897
- Potamochoerus larvatus koiropotamus (Desmoulins, 1831)